# Porzellanmanufaktur Nymphenburg

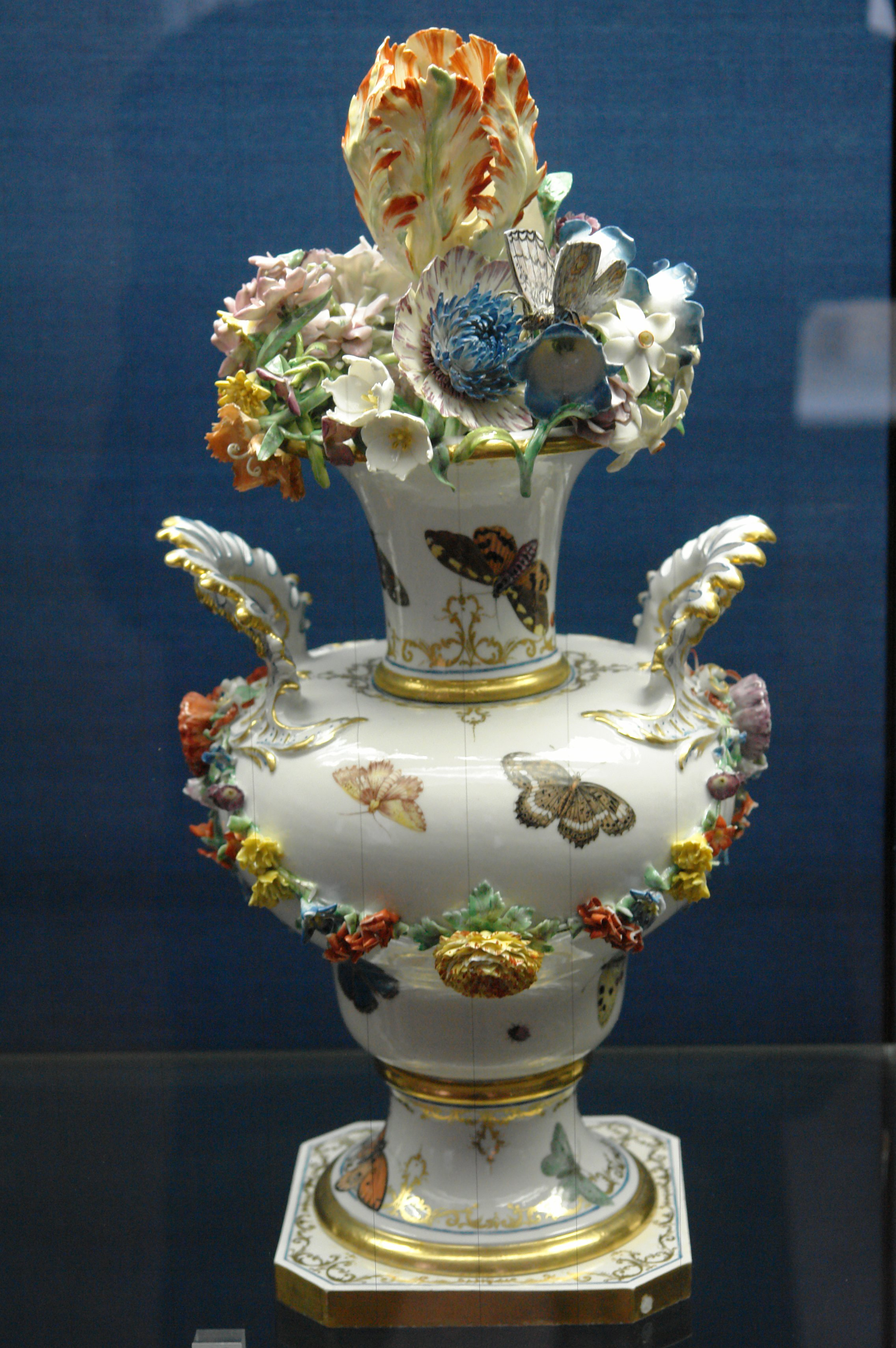
Decorazione da tavola, c. 1760-1765

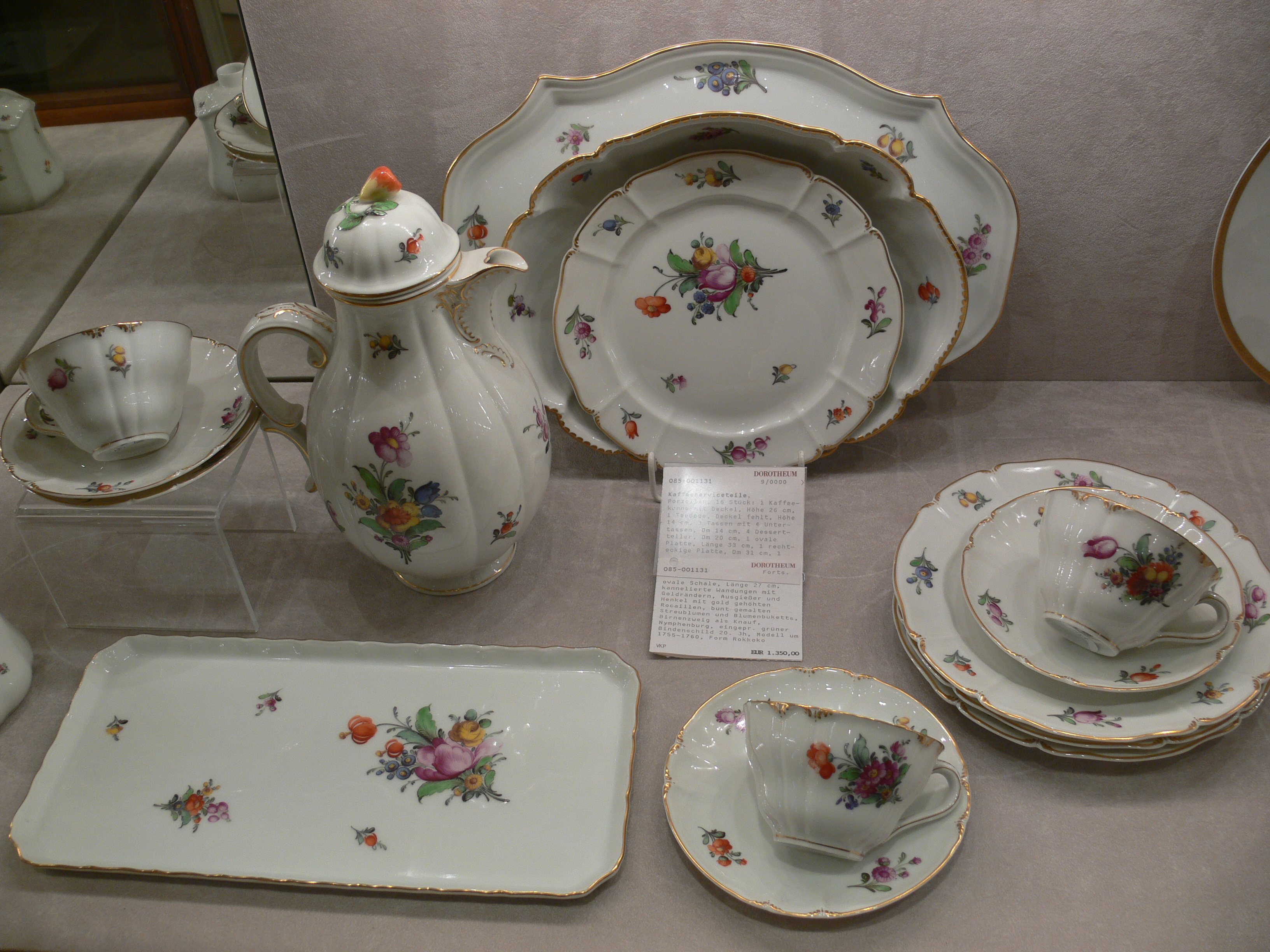
Servizio da caffè

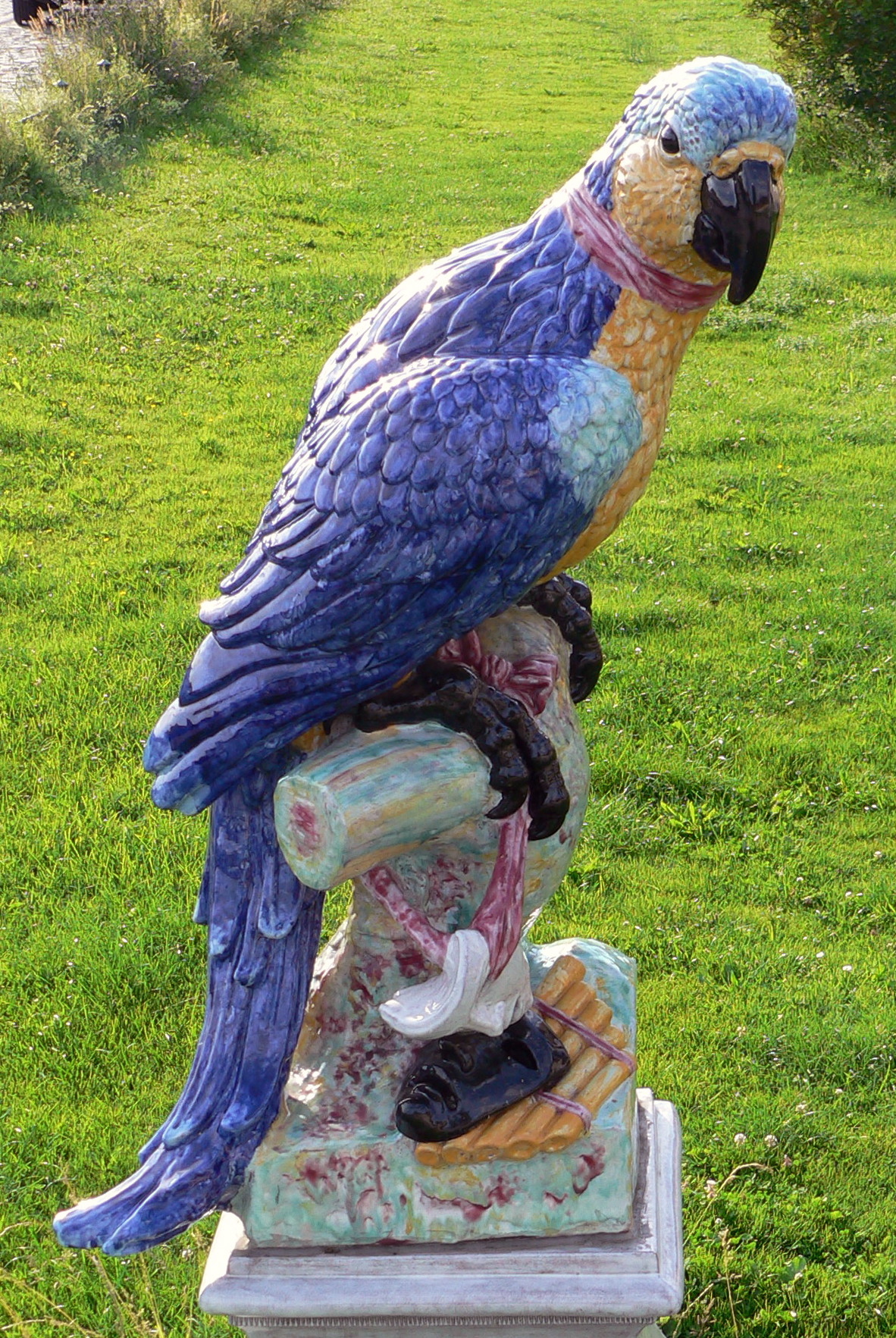
Pappagallo in porcellana, 1915

Porzellanmanufaktur Nymphenburg (manifattura delle porcellane di Nymphenburg) è una manifattura di porcellane situata nel castello di Nymphenburg a Monaco di Baviera, fondata nel 1747 dal principe elettore Massimiliano III di Baviera.
Massimiliano III subito dopo essere asceso sul trono bavarese nel 1745 incoraggiò la fondazione di manifatture di porcellana per sanare le finanze statali.
A partire dal 1747 si cercò di produrre porcellana con poco successo. I primi tentativi nel castello di Neudeck nel quartiere di Monaco Au fallirono e furono un disastro economico. 
Quando finalmente dopo tanti tentativi il risultato fu soddisfacente, il 3 novembre 1754, Francesco Antonio Bustelli fu invitato a lavorare come figurinista.
Nel 1755 ci furono le primi ordinazioni di corte. Nel 1756 si riuscì a dipingere la porcellana.
Nel 1761 la manifattura venne traslocata al castello di Nymphenburg dove ancora oggi ha sede. 
Tra i grandi artisti di che hanno lavorato a Nymphenburg sono da nominare accanto a Bustelli, Dominik Auliczek il vecchio e Johann Peter Melchior.
Tra i grandi mecenati della manifattura vi fu Ludovico I Re di Baviera.